# Studenten Rugbyclub Thor
Studenten Rugbyclub Thor, vaak kortweg "Thor" genoemd, is een rugbyclub in Delft, in de Nederlandse provincie Zuid-Holland. De club werd op 5 november 1963 als V.R.C. Thor opgericht als ondervereniging van studentenvereniging Virgiel; V.R.C. stond voor Virgiel Rugby Club.
In 1975 werd Thor afgesplitst van de studentenvereniging en vanaf dat moment werd de naam "Studenten Rugby Club Thor" gevoerd, dikwijls afgekort tot "S.R.C. Thor". Er werd een ruimte in het Kruithuis gehuurd, bij Proteus-Eretes. In 1993 werd door Proteus-Eretes de huur opgezegd na een langslepend conflict.
Na lang zoeken werd uiteindelijk door Marijn van der Velde "de Boot" gevonden: het huidige clubhuis.
Zowel de heren als dames trainen en spelen hun thuiswedstrijden op het Sportcentrum van de TU Delft. Van 1998 tot en met 2009 werden zij getraind door Julius Breinburg, tussen 2010 en 2014 werden zij getraind door Wimpie Mostert en in seizoen 2016-2017 door Istvan Gyori.
Vanaf seizoen 2018-2019 wordt de positie van hoofdtrainer bekleed door Richard Pearson.
Naast Nederlandse studenten spelen er regelmatig buitenlanders, die tijdelijk in Delft studeren, bij SRC Thor.

## Logo
Het logo van SRC Thor bestaat voor het grootste deel uit het "Thormannetje": een gestileerde figuur van een mannetje met een rugbybal. Het Thormannetje is ontworpen door Swen de Vries in 1965. Naar verluidt heeft de Nederlandse Rugby Bond in de jaren zeventig nog verzocht het logo te mogen voeren.

## Clubkleuren
De clubkleuren zijn gauloiseblauw (lichtblauw) en zwart. De term gauloiseblauw is afgeleid van de kleur van de oude pakjes Gauloises-sigaretten. Het tenue bestaat uit een zwart-gauloiseblauw gestreept shirt, zwarte broek en zwart-gauloiseblauw gestreepte sokken.

## Boot
Het clubhuis van de club wordt gevormd door "De Voorwaarts", kortweg de boot genoemd, een klipperaak uit februari 1915 gebouwd bij de firma Rijnvis te Hoogeveen. De boot is 32.80 lang en 5,04m breed. Hierin is een bar en andere benodigde voorzieningen gebouwd. De boot ligt afgemeerd in de Nieuwe Haven in Delft. Op 19 februari 1995 werd de boot in gebruik genomen na een lange periode van ombouwen door de clubleden. De datum 19 februari is sindsdien bekend als de "Van Der Velde Dies": een ode aan de "vinder" van de boot.

## Teams
De vereniging heeft meerdere teams: te weten twee herenteams, een damesteam en een Jonghe Honden-team. 
Alle teams spelen wedstrijden. De Heren 1 spelen momenteel in de derde klasse zuid-west. De Heren 2 in de vierde klasse zuid-west. De Jonghe Honden spelen in een studentencompetitie en de Dames spelen in de Dames tweede klasse. Verder is er sinds seizoen 2018-2019 een clusterteam met de andere Delftste studenten rugby clubs, D.S.R.-C. en S.V.R.C. welke uitkomt in de vierde klasse noord-west.

## Landskampioenschap
Het damesteam van SRC Thor heeft een lange geschiedenis van gewonnen landskampioenschappen. Sinds de instelling van de Nederlandse damescompetitie in 1983 hebben de dames van SRC Thor al 12 keer de titel weten te winnen, in 2007 voor het laatst. Vooral midden jaren negentig waren de dames oppermachtig en wonnen zij negenmaal, in 1990-1, 1993-2000, 2004 en 2007